# Врх-при-Боштаню
Врх-при-Боштаню (словен. Vrh pri Boštanju) — поселення в общині Севниця, Споднєпосавський регіон, Словенія. Висота над рівнем моря: 394,5 м.